# Harmonthep Labyrinthus
L'Harmonthep Labyrinthus è una formazione geologica della superficie di Titano.